# Europaspiele 2023/Teilnehmer (Spanien)
| Gelbes Symbol für Goldmedaillen mit stilisierten Olympischen Ringen | Graues Symbol für Silbermedaillen mit stilisierten Olympischen Ringen | Braundes Symbol für Bronzemedaillen mit stilisierten Olympischen Ringen |
| ------------------------------------------------------------------- | --------------------------------------------------------------------- | ----------------------------------------------------------------------- |
| 6                                                                   | 5                                                                     | 4                                                                       |

Spanien nimmt an den Europaspielen 2023 in Krakau teil.

## Medaillengewinner
| Name/n | Sportart          | Wettkampf                        |
| --- | ----------------- | -------------------------------- |
| Gold |                   |                                  |
| Alberto Castro José Antonio Consuegra Carlos Donderis Ramón Fuentes Adrián Hidalgo Pablo Martín Darío Mata Domingo Mosquera Adriá Ortolá Elhji Touré Joaquín Varo Sergio Venegas     | Beachhandball     | Männer                           |
| Andrea Alcaide Lorena Asencio María Corbacho Laura Gallego Carolina González Cristina González Sara González Jesica Higueras Andriana Manau Andrea Mirón Jennifer Pedro María Romero | Beachsoccer       | Frauen                           |
| Mohamed Katir | Leichtathletik    | 1500 m Männer                    |
| Thierry Ndikumwenayo | Leichtathletik    | 5000 m Männer                    |
| Daniel Arce | Leichtathletik    | 3000 m Hindernis Männer          |
| Damián Quintero | Karate            | Kata Männer                      |
| Paola García | Karate            | Kata Frauen                      |
| Silber |                   |                                  |
| Mónica Cámara Remei Prat Mireia Torras Virginia Fernández Inoa Lucio Patricia Encinas Alba Díaz Barbara Piñeira Violeta González Malena Díaz Jimena Laguna Contreras Gemma Sánchez   | Beachhandball     | Frauen                           |
| Cayetano García Pablo Martínez Estévez | Kanu              | C2 500 m Männer                  |
| Antía Jácome Maria Corbera | Kanu              | C2 500 m Frauen                  |
| Paula Grande Jesús Oviedo | Schießen          | 10 m Luftgewehr Mixed-Team       |
| Emma García Ruben González | Synchronschwimmen | Mixed Duett technisches Programm |
| Bronze |                   |                                  |
| Cecilia Muhate Helena Oma Alba Prieto Natalia Rodríguez | 3x3-Basketball    | Frauen                           |
| David Ardil Salvador Ardil José Arias José Caballero Domingo Cabrera Francisco Donaire Pedro García Antonio Mayor Francisco Mejías José Oliver Antonio Rigaud Miguel Santiso         | Beachsoccer       | Männer                           |
| Enrique Llopis | Leichtathletik    | 110 m Hürden Männer              |
| Carmen Marco Paula García Paula Sevilla Jaël Bestué | Leichtathletik    | 4 × 100 m Frauen                 |
| Valeria Antolino Alberto Arevalo Rocio Velazquez Carlos Camacho | Wasserspringen    | Mannschaft                       |

## Teilnehmer nach Sportarten

### 3×3-Basketball
| Wettbewerb    | Männer                                                         | Frauen                                                  |
| ------------- | -------------------------------------------------------------- | ------------------------------------------------------- |
| Athleten      | Jon Galarza José Ignacio Martín Carlos Martínez Unai Mendicote | Cecilia Muhate Helena Oma Alba Prieto Natalia Rodríguez |
| Gruppenphase  | Lettland 12:21 Slowenien 21:17 Belgien 14:21                   | Israel 21:12 Niederlande 21:8 Schweiz 22:9              |
| Viertelfinale | ausgeschieden                                                  | Österreich 19:16                                        |
| Halbfinale    | ausgeschieden                                                  | Frankreich 11:20                                        |
| Bronze/Finale | ausgeschieden                                                  | Rumänien 15:21                                          |
| Rang          |                                                                | Bronze                                                  |

### Beachsoccer

#### Männer
| Wettbewerb    | Männer |
| ------------- | --- |
| Teilnehmer    | David Ardil Salvador Ardil José Arias José Caballero Domingo Cabrera Francisco Donaire Pedro García Antonio Mayor Francisco Mejías José Oliver Antonio Rigaud Miguel Santiso |
| Trainer       | Mário Narciso |
| Gruppenphase  | Portugal 5:7 Polen 6:1 Aserbaidschan 7:1 |
| Halbfinale    | Italien 5:6 (3:4 n. V.) |
| Bronze/Finale | Portugal 5:5 (2:0 n. N.) |
| Platzierung   | Bronze |

#### Frauen
| Wettbewerb      | Frauen |
| --------------- | --- |
| Teilnehmerinnen | Andrea Alcaide Lorena Asencio María Corbacho Laura Gallego Carolina González Cristina González Sara González Jesica Higueras Andriana Manau Andrea Mirón Jennifer Pedro María Romero |
| Trainer         | Cristian Méndez |
| Gruppenphase    | Ukraine 6:4 Italien 0:0 (4:2 n. N.) |
| Halbfinale      | Polen 3:2 |
| Bronze/Finale   | Ukraine 2:2 (5:3 n. N.) |
| Platzierung     | Gold |

### Leichtathletik
| Wettbewerb  | Wettbewerb | Punkte | Punkte | Punkte | Punkte | Punkte | Punkte | Punkte     | Punkte    | Punkte    | Punkte      | Punkte           | Punkte      | Punkte    | Punkte     | Punkte     | Punkte         | Punkte     | Punkte     | Punkte     | Punkte | Rang |
| Wettbewerb  | Wettbewerb | 100 m  | 200 m  | 400 m  | 800 m  | 1500 m | 5000 m | 110 m Hü.* | 400 m Hü. | 4 × 100 m | 4 × 400 m** | 3000 m Hindernis | Kugelstoßen | Speerwurf | Hammerwurf | Diskuswurf | Stabhochsprung | Hochsprung | Dreisprung | Weitsprung | Gesamt | Rang |
| ----------- | ---------- | ------ | ------ | ------ | ------ | ------ | ------ | ---------- | --------- | --------- | ----------- | ---------------- | ----------- | --------- | ---------- | ---------- | -------------- | ---------- | ---------- | ---------- | ------ | ---- |
| 1. Division | Männer     | 5      | 11     | 10     | 9      | 16     | 16     | 15         | 5         | 12        | 6           | 16               | 12          | 10        | 5          | 13         | 1              | 4,5        | 8          | 12         | 352    | 4    |
| 1. Division | Frauen     | 13     | 8      | 3      | 12     | 16     | 14     | 11         | 5         | 14        | 6           | 14               | 5           | 5         | 9          | 4          | 4              | 4,5        | 10         | 14         | 352    | 4    |

* Die Frauen traten über 100 m Hürden, statt 110 m Hürden an.
** Die 4 × 400 m waren ein Mixed-Wettkampf.

#### Einzelresultate
| Wettbewerb       | Männer                                               | Männer         | Männer | Männer      | Frauen                                              | Frauen       | Frauen | Frauen      |
| Wettbewerb       | Athlet                                               | Ergebnis       | Rang   | Rang Gesamt | Athletin                                            | Ergebnis     | Rang   | Rang Gesamt |
| ---------------- | ---------------------------------------------------- | -------------- | ------ | ----------- | --------------------------------------------------- | ------------ | ------ | ----------- |
| 100 m            | Sergio López                                         | 10,40 s        | 12     | 17          | Jaël Bestué                                         | 11,25 s SB   | 04     | 05          |
| 200 m            | Pol Retamal                                          | 20,86 s SB     | 06     | 09          | Paula Sevilla                                       | 23,23 s      | 09     | 12          |
| 400 m            | Iñaki Cañal                                          | 45,51 s PB     | 07     | 09          | Laura Bueno                                         | 53,38 s      | 14     | 24          |
| 800 m            | Adrián Ben                                           | 1:47,36 min    | 08     | 10          | Lorea Ibarzabal                                     | 2:00,86 min  | 05     | 09          |
| 1500 m           | Mohamed Katir                                        | 3:36,95 min CR | 01     | Gold        | Esther Guerrero                                     | 4:11,77 min  | 01     | 06          |
| 5000 m           | Thierry Ndikumwenayo                                 | 13:25,48 min   | 01     | Gold        | Águeda Marqués                                      | 15:31,04 min | 03     | 04          |
| 110/100 m Hürden | Enrique Llopis                                       | 13,44 s        | 02     | Bronze      | Teresa Errandonea                                   | 13,22 s      | 06     | 12          |
| 400 m Hürden     | Jesús David Delgado                                  | 50,78 s        | 12     | 18          | Carla García                                        | 57,13 s      | 12     | 16          |
| 3000 m Hindernis | Daniel Arce                                          | 8:25,88 min    | 01     | Gold        | Marta Serrano                                       | 9:41,86 min  | 03     | 07          |
| 4 × 100 m        | Arnau Monne Sergio López Pablo Montalvo Bernat Canet | 38,83 s SB     | 05     | 05          | Carmen Marco Paula García Paula Sevilla Jaël Bestué | 43,13 s SB   | 03     | Bronze      |
| Kugelstoßen      | Carlos Tobalina                                      | 20,19 m        | 05     | 10          | María Belén Toimil                                  | 15,32 m      | 12     | 17          |
| Speerwurf        | Manu Quijera                                         | 75,08 m        | 07     | 13          | Arantza Moreno                                      | 51,02 m      | 12     | 21          |
| Hammerwurf       | Alberto Gonzáles                                     | 68,23 m        | 12     | 20          | Laura Redondo                                       | 67,05 m      | 08     | 13          |
| Diskuswurf       | Yasiel Sotero                                        | 61,19 m        | 04     | 11          | June Kintana                                        | 50,64 m      | 13     | 24          |
| Stabhochsprung   | Isidro Leyva                                         | 5,10 m         | 16     | 22          | Maialen Axpe                                        | 4,25 m       | 13     | 16          |
| Hochsprung       | Carlos Rojas                                         | 2,09 m         | =12    | =23         | Una Stancev                                         | 1,80 m       | =12    | =21         |
| Dreisprung       | Pablo Torrijos                                       | 15,57 m        | 09     | 14          | Ana Peleteiro                                       | 13,67 m      | 07     | 09          |
| Weitsprung       | Héctor Santos                                        | 7,77 m         | 05     | 08          | Fátima Diame                                        | 6,56 m       | 03     | 06          |

| Wettbewerb | Mixed                                                | Mixed          | Mixed | Mixed       |
| Wettbewerb | Athleten                                             | Ergebnis       | Rang  | Rang Gesamt |
| ---------- | ---------------------------------------------------- | -------------- | ----- | ----------- |
| 4 × 400 m  | Iñaki Cañal Carmen Avilés Óscar Husillos Laura Bueno | 3:16,79 min SB | 11    | 15          |

Ersatz: Adriá Alfonso, Mohamed Attaoui, Xènia Benach, Mónica Borraz, Laura Bou, Lucía Carrillo, Diego Casas, Juan Carlos Castillo, Javier Cienfuegos, Daniel Cisneros, Pablo Costas, Guillem Crespí, Tessy Ebosele, Nneka Naomey Ezenwa, Markel Fernández, Saleta Fernández, Daniela Fra, Daniela García, Mariano García, Mario García, Marta García, Samuel García, Jaime Guerra, Elena Guiu, Miguel Gómez, Laura Hernández, Eneko Larrea, Gema Martí, Pedro José Martín, Sonia Molina-Prados, Abdessamad Oukhelfen, Aleix Porras, Adrián Pérez, María Isabel Pérez, Marta Pérez, Daniel Rodríguez, Malen Ruiz de Azua, Marcos Ruiz, Víctor Ruiz, Carmen Sánchez, Irene Sánchez-Escribano, Pablo Sánchez-Valladares, Jorge Ureña, María Vicente